# Isla San Ramón
Isla San Ramon är en ö i Mexiko. Den ligger i havsviken Bahía Concepción och tillhör kommunen Mulegé i delstaten Baja California Sur, i den västra delen av landet. Arean är 0,05 kvadratkilometer.